# Een zwerver verliefd

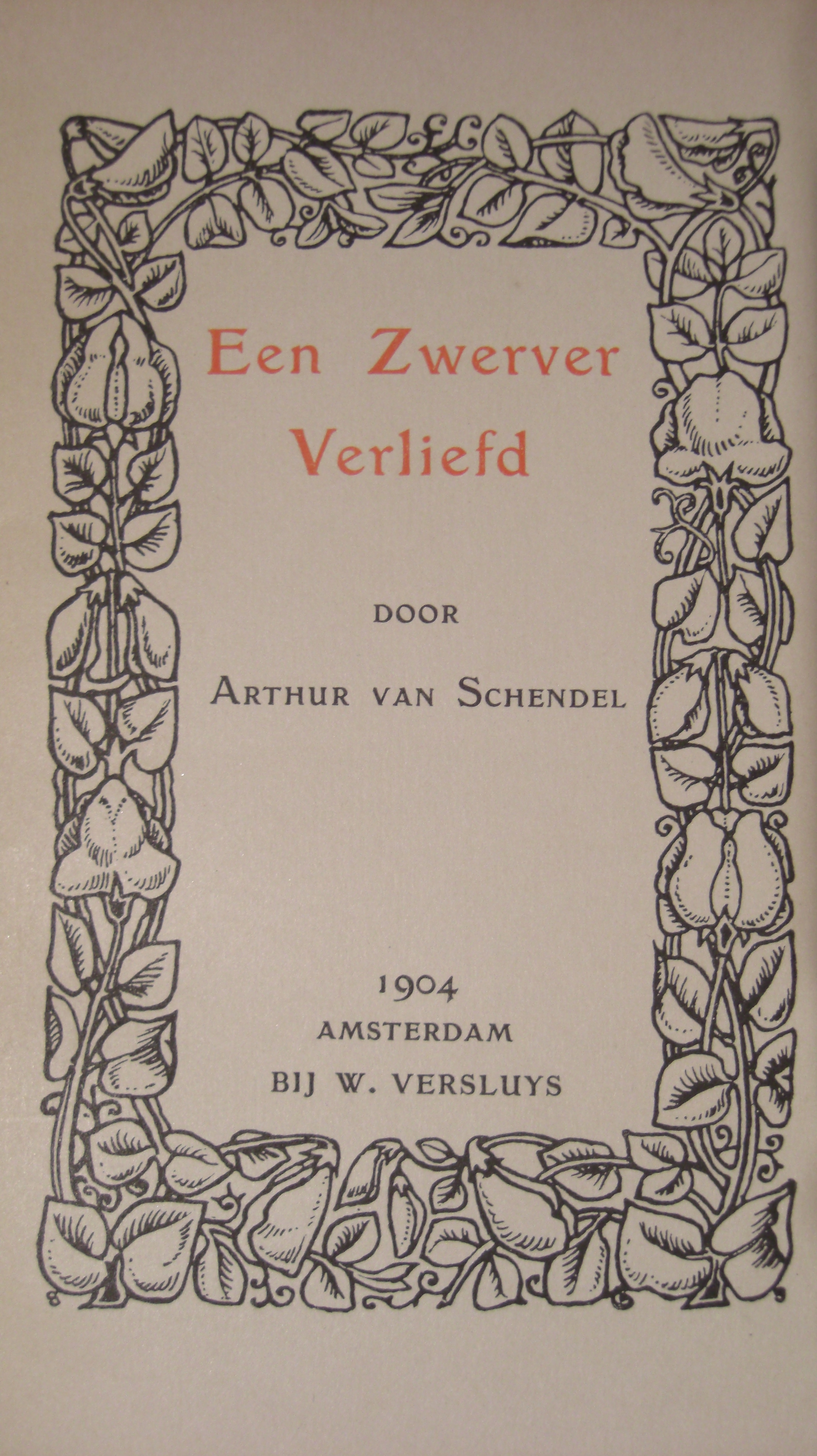
1e druk Een zwerver verliefd, binnenzijde

Een zwerver verliefd is de tweede roman van de schrijver Arthur van Schendel (1874-1946) en werd voor het eerst gepubliceerd in 1904. 
Een zwerver verliefd gaat over Tamalone, een zwerver die ondanks deze staat tevreden is met zijn leven en vrij gelukkig. Zoals de titel al weggeeft wordt Tamalone verliefd, op Mevena. Hij is zo verliefd op haar dat hij alles voor haar doet, hij helpt haar zelfs bij haar grote liefde te komen.

## Tamalone
De hoofdpersoon uit dit boek is Tamalone. Tamalone zwerft al jaren rond in de Middeleeuwen. Als 13-jarig jongetje was hij het lievelingetje van zijn vader en kreeg hij aldoor sprookjes voorgelezen. Dit is waar hij zijn uitgebreide fantasie en zijn vele dromen vandaan haalt. Hij leeft samen met zijn ouders en jongere zusjes tot het hem te veel wordt en hij vertrekt. Hij houdt veel te veel van zwerven door de straten in de stad of het platteland om lang op één plek te wonen.
Tamalone is een dromerige jongeman, en later man, die best beseft dat zijn dromen nooit uit zullen komen. Tot die dromen behoren ook zijn liefdes. Zijn eerste is muziek, en dat is makkelijk te bereiken in het jongenskoor, in tegenstelling tot Mevena. Die is niet zo gemakkelijk te veroveren.
Hij leeft ook een tijdje in een klooster, en hoewel hij daaruit wegvlucht houdt hij zijn pij, waardoor iedereen hem ziet als monnik. Door zijn uitgebreide karakterbeschrijving is Tamalone een round character. Doordat het vertelperspectief lange tijd bij hem ligt, krijgen we veel van zijn gedachtes en gevoelens te horen. Het lijkt alsof Tamalone ook nog een verandering ondergaat: door zijn liefde voor Mevena lijkt het alsof hij een permanente woonplek heeft gevonden in Pisa, maar zijn liefde voor zwerven haalt hem dan toch weer in. En dat is ook zijn karakter.
Tamalone is als jongen al erg zorgeloos, en dat is hij ook als man. Hij heeft geen vrienden nodig, en ook geen liefde, zolang hij zijn vrijheid maar heeft. Hij is argeloos en vrolijk en zolang hij rondzwerft is hij ook gelukkig. Tamalone is dapper, maar ook een persoon die je er graag bij wilt hebben. Iedereen vertrouwt hem en iedereen vindt hem aardig. Hij maakt mensen vaak aan het lachen en offert zichzelf graag op voor anderen. Er zit echter ook een criminelere kant aan hem: hij stal en sloot een deal om Rogier te vermoorden waarvoor hij geld kreeg. 
Tamalone houdt ontzettend veel van Mevena. Vanaf het eerste moment is hij bereid om alles voor haar te doen. Hij lijkt zelfs zijn geliefde zwerven op te geven voor haar. Hij koopt dure cadeaus voor haar en zoekt veilige plaatsen op waar ze kan schuilen. Wanneer Mevena dood is, ontfermt hij zich over haar kind.

## Uitgave
Het manuscript geeft aan dat de roman geschreven werd tussen mei 1903 en februari 1904. Het eerste hoofdstuk werd voorgepubliceerd in De Nieuwe Gids in 1904. De eerste druk verscheen te Amsterdam bij uitgever W. Versluys; van deze uitgave verschenen zes exemplaren op Hollands papier. Tot de verschijning van het Verzameld werk in 1976 verschenen tot 1975 twintig drukken.